# Poraj (gmina)
La gmina de Poraj est une commune rurale de la voïvodie de Silésie et du powiat de Myszków. Elle s'étend sur 58,53 km2 et comptait 10 467 habitants en 2006. Son siège est le village de Poraj qui se situe à environ 13 kilomètres au nord-ouest de Myszków et à 50 kilomètres au nord de Katowice.

## Villages
La gmina de Poraj comprend les villages et localités de Choroń, Choroń-Baranowizna, Choroń-Rajczykowizna, Dębowiec, Gęzyn, Jastrząb, Kuźnica Stara, Kuźnica-Folwark, Masłońskie, Poraj, Pustkowie Gęzyńskie et Żarki-Letnisko.

## Villes et gminy voisines
La gmina de Poraj est voisine de la ville de Myszków et des gminy de Kamienica Polska, Koziegłowy, Olsztyn et Żarki.